# 宇城市立戸馳小学校
宇城市立 戸馳小学校（うきしりつ とばせしょうがっこう）は、熊本県宇城市三角町戸馳にあった公立小学校。

## 沿革
- 1874年 - 第十大区第八小区戸馳小学校創立。
- 1919年 - 戸馳尋常高等小学校と改称。
- 1941年 - 戸馳国民学校と改称。
- 1947年 - 戸馳村立戸馳小学校と改称。
- 1955年 - 三角町立戸馳小学校と改称。
- 2005年 - 宇城市立戸馳小学校になる。
- 2005年（平成17年） - 三角小学校と戸馳小学校が統合し、宇城市立三角小学校が開校。

## 進学先中学校
- 宇城市立三角中学校